# Habropoda omeiensis
Habropoda omeiensis är en biart som beskrevs av Wu 1979. Habropoda omeiensis ingår i släktet Habropoda och familjen långtungebin. Inga underarter finns listade i Catalogue of Life.